# يوم الأب
يوم الأب (بالإنجليزية: Father's Day) هو احتفال عالمي اجتماعي، يُشبه يوم الرجال الدولي، باستثناء أنه يختص لتكريم الآباء، ويُحتفل به في أيام مختلفة في أنحاء العالم. تحتفل بهذا اليوم العديد من الدول الغربية، ولكن شُهرة هذا اليوم أكثر انتشاراً في غيرها من البلدان، حيث تم تحويله ليوم ديني في بعض منها. وفي البلدان الكاثوليكية يُحتفل بعيد الأب منذ القرون الوسطى في 19 آذار/مارس حيث يوافق عيد القديس يوسف النجار. وقد تم الحفاظ على تاريخ 19 مارس في بعض البلدان، حيث أصبح تقليداً موروثاً، وخصوصاً في أميركا اللاتينية، بعد أن جاء به الغزاة الأسبان والبرتغاليون، فيما تبنت غيرها من البلدان عيد الأب المعتمد في الولايات المتحدة الأميركية، والذي يوافق ثالث يوم أحد من شهر حزيران/يونيو. تم إنشاء واحدة من الاحتفالات الأولى للآباء في عام 1912 في الولايات المتحدة.
تُعبِّر فيه شعوب كثيرة في الغرب عن عرفانها بالجميل وتقديرها للآباء بتقديم الهدايا وبطاقات التحية. يأتي يوم الأب في المملكة المتحدة، والولايات المتحدة وكندا، في ثالث يوم أحد من شهر يونيو (03 أحد-06). وفي إستراليا، يُحتفل به عادة في أول يوم أحد من شهر سبتمبر.

## فكرة يوم الأب
وأول من جاءته فكرة تخصيص يوم لتكريم الأب هي سونورا لويس سمارت دود (Sonora Louise Smart Dodd) ،من سبوكِين بولاية ميتشيجان بالولايات المتحدة في عام 1909م، بعد أن استمعت إلى موعظة دينية في يوم الأم. أرادت سونورا أن تكرم أباها وليم جاكسُون سمَارت. وكانت زوجة سمارت قد ماتت عام 1898م، وقام بمفرده بتربية أطفاله الستة. ولذلك قدمت دَود عريضة تُوصي بتخصيص يوم للاحتفال بالأب، وأيدت هذه العريضة بعض الفئات. وتتويجا لجهود سونورا دود احتفلت مدينة سبوكين بأول يوم أب في 19 يونيو(جوان) عام 1910م، وانتشرت هذه العادة فيما بعد في دول أخرى